# Скажена фігура
«Шалена фігура» — незахищена фігура, яка нападає на фігуру суперника, але яку не можна взяти через пат. Як правило, «шалена фігура» нападає на короля, оголошуючи йому шах, що дозволяє стороні, що перебуває під загрозою програшу, досягти нічиєї шляхом «вічного шаху». Найчастіше «шаленою фігурою» є тура.
|   | a | b | c | d | e | f | g | h |   |
| 8 | e8 біла тура · b7 чорна тура · f7 чорний пішак · g7 чорний король · f6 білий кінь · g6 чорний пішак · g5 білий пішак · a3 білий пішак · b2 чорний пішак · e2 білий король | e8 біла тура · b7 чорна тура · f7 чорний пішак · g7 чорний король · f6 білий кінь · g6 чорний пішак · g5 білий пішак · a3 білий пішак · b2 чорний пішак · e2 білий король | e8 біла тура · b7 чорна тура · f7 чорний пішак · g7 чорний король · f6 білий кінь · g6 чорний пішак · g5 білий пішак · a3 білий пішак · b2 чорний пішак · e2 білий король | e8 біла тура · b7 чорна тура · f7 чорний пішак · g7 чорний король · f6 білий кінь · g6 чорний пішак · g5 білий пішак · a3 білий пішак · b2 чорний пішак · e2 білий король | e8 біла тура · b7 чорна тура · f7 чорний пішак · g7 чорний король · f6 білий кінь · g6 чорний пішак · g5 білий пішак · a3 білий пішак · b2 чорний пішак · e2 білий король | e8 біла тура · b7 чорна тура · f7 чорний пішак · g7 чорний король · f6 білий кінь · g6 чорний пішак · g5 білий пішак · a3 білий пішак · b2 чорний пішак · e2 білий король | e8 біла тура · b7 чорна тура · f7 чорний пішак · g7 чорний король · f6 білий кінь · g6 чорний пішак · g5 білий пішак · a3 білий пішак · b2 чорний пішак · e2 білий король | e8 біла тура · b7 чорна тура · f7 чорний пішак · g7 чорний король · f6 білий кінь · g6 чорний пішак · g5 білий пішак · a3 білий пішак · b2 чорний пішак · e2 білий король | 8 |
| 7 | e8 біла тура · b7 чорна тура · f7 чорний пішак · g7 чорний король · f6 білий кінь · g6 чорний пішак · g5 білий пішак · a3 білий пішак · b2 чорний пішак · e2 білий король | e8 біла тура · b7 чорна тура · f7 чорний пішак · g7 чорний король · f6 білий кінь · g6 чорний пішак · g5 білий пішак · a3 білий пішак · b2 чорний пішак · e2 білий король | e8 біла тура · b7 чорна тура · f7 чорний пішак · g7 чорний король · f6 білий кінь · g6 чорний пішак · g5 білий пішак · a3 білий пішак · b2 чорний пішак · e2 білий король | e8 біла тура · b7 чорна тура · f7 чорний пішак · g7 чорний король · f6 білий кінь · g6 чорний пішак · g5 білий пішак · a3 білий пішак · b2 чорний пішак · e2 білий король | e8 біла тура · b7 чорна тура · f7 чорний пішак · g7 чорний король · f6 білий кінь · g6 чорний пішак · g5 білий пішак · a3 білий пішак · b2 чорний пішак · e2 білий король | e8 біла тура · b7 чорна тура · f7 чорний пішак · g7 чорний король · f6 білий кінь · g6 чорний пішак · g5 білий пішак · a3 білий пішак · b2 чорний пішак · e2 білий король | e8 біла тура · b7 чорна тура · f7 чорний пішак · g7 чорний король · f6 білий кінь · g6 чорний пішак · g5 білий пішак · a3 білий пішак · b2 чорний пішак · e2 білий король | e8 біла тура · b7 чорна тура · f7 чорний пішак · g7 чорний король · f6 білий кінь · g6 чорний пішак · g5 білий пішак · a3 білий пішак · b2 чорний пішак · e2 білий король | 7 |
| 6 | e8 біла тура · b7 чорна тура · f7 чорний пішак · g7 чорний король · f6 білий кінь · g6 чорний пішак · g5 білий пішак · a3 білий пішак · b2 чорний пішак · e2 білий король | e8 біла тура · b7 чорна тура · f7 чорний пішак · g7 чорний король · f6 білий кінь · g6 чорний пішак · g5 білий пішак · a3 білий пішак · b2 чорний пішак · e2 білий король | e8 біла тура · b7 чорна тура · f7 чорний пішак · g7 чорний король · f6 білий кінь · g6 чорний пішак · g5 білий пішак · a3 білий пішак · b2 чорний пішак · e2 білий король | e8 біла тура · b7 чорна тура · f7 чорний пішак · g7 чорний король · f6 білий кінь · g6 чорний пішак · g5 білий пішак · a3 білий пішак · b2 чорний пішак · e2 білий король | e8 біла тура · b7 чорна тура · f7 чорний пішак · g7 чорний король · f6 білий кінь · g6 чорний пішак · g5 білий пішак · a3 білий пішак · b2 чорний пішак · e2 білий король | e8 біла тура · b7 чорна тура · f7 чорний пішак · g7 чорний король · f6 білий кінь · g6 чорний пішак · g5 білий пішак · a3 білий пішак · b2 чорний пішак · e2 білий король | e8 біла тура · b7 чорна тура · f7 чорний пішак · g7 чорний король · f6 білий кінь · g6 чорний пішак · g5 білий пішак · a3 білий пішак · b2 чорний пішак · e2 білий король | e8 біла тура · b7 чорна тура · f7 чорний пішак · g7 чорний король · f6 білий кінь · g6 чорний пішак · g5 білий пішак · a3 білий пішак · b2 чорний пішак · e2 білий король | 6 |
| 5 | e8 біла тура · b7 чорна тура · f7 чорний пішак · g7 чорний король · f6 білий кінь · g6 чорний пішак · g5 білий пішак · a3 білий пішак · b2 чорний пішак · e2 білий король | e8 біла тура · b7 чорна тура · f7 чорний пішак · g7 чорний король · f6 білий кінь · g6 чорний пішак · g5 білий пішак · a3 білий пішак · b2 чорний пішак · e2 білий король | e8 біла тура · b7 чорна тура · f7 чорний пішак · g7 чорний король · f6 білий кінь · g6 чорний пішак · g5 білий пішак · a3 білий пішак · b2 чорний пішак · e2 білий король | e8 біла тура · b7 чорна тура · f7 чорний пішак · g7 чорний король · f6 білий кінь · g6 чорний пішак · g5 білий пішак · a3 білий пішак · b2 чорний пішак · e2 білий король | e8 біла тура · b7 чорна тура · f7 чорний пішак · g7 чорний король · f6 білий кінь · g6 чорний пішак · g5 білий пішак · a3 білий пішак · b2 чорний пішак · e2 білий король | e8 біла тура · b7 чорна тура · f7 чорний пішак · g7 чорний король · f6 білий кінь · g6 чорний пішак · g5 білий пішак · a3 білий пішак · b2 чорний пішак · e2 білий король | e8 біла тура · b7 чорна тура · f7 чорний пішак · g7 чорний король · f6 білий кінь · g6 чорний пішак · g5 білий пішак · a3 білий пішак · b2 чорний пішак · e2 білий король | e8 біла тура · b7 чорна тура · f7 чорний пішак · g7 чорний король · f6 білий кінь · g6 чорний пішак · g5 білий пішак · a3 білий пішак · b2 чорний пішак · e2 білий король | 5 |
| 4 | e8 біла тура · b7 чорна тура · f7 чорний пішак · g7 чорний король · f6 білий кінь · g6 чорний пішак · g5 білий пішак · a3 білий пішак · b2 чорний пішак · e2 білий король | e8 біла тура · b7 чорна тура · f7 чорний пішак · g7 чорний король · f6 білий кінь · g6 чорний пішак · g5 білий пішак · a3 білий пішак · b2 чорний пішак · e2 білий король | e8 біла тура · b7 чорна тура · f7 чорний пішак · g7 чорний король · f6 білий кінь · g6 чорний пішак · g5 білий пішак · a3 білий пішак · b2 чорний пішак · e2 білий король | e8 біла тура · b7 чорна тура · f7 чорний пішак · g7 чорний король · f6 білий кінь · g6 чорний пішак · g5 білий пішак · a3 білий пішак · b2 чорний пішак · e2 білий король | e8 біла тура · b7 чорна тура · f7 чорний пішак · g7 чорний король · f6 білий кінь · g6 чорний пішак · g5 білий пішак · a3 білий пішак · b2 чорний пішак · e2 білий король | e8 біла тура · b7 чорна тура · f7 чорний пішак · g7 чорний король · f6 білий кінь · g6 чорний пішак · g5 білий пішак · a3 білий пішак · b2 чорний пішак · e2 білий король | e8 біла тура · b7 чорна тура · f7 чорний пішак · g7 чорний король · f6 білий кінь · g6 чорний пішак · g5 білий пішак · a3 білий пішак · b2 чорний пішак · e2 білий король | e8 біла тура · b7 чорна тура · f7 чорний пішак · g7 чорний король · f6 білий кінь · g6 чорний пішак · g5 білий пішак · a3 білий пішак · b2 чорний пішак · e2 білий король | 4 |
| 3 | e8 біла тура · b7 чорна тура · f7 чорний пішак · g7 чорний король · f6 білий кінь · g6 чорний пішак · g5 білий пішак · a3 білий пішак · b2 чорний пішак · e2 білий король | e8 біла тура · b7 чорна тура · f7 чорний пішак · g7 чорний король · f6 білий кінь · g6 чорний пішак · g5 білий пішак · a3 білий пішак · b2 чорний пішак · e2 білий король | e8 біла тура · b7 чорна тура · f7 чорний пішак · g7 чорний король · f6 білий кінь · g6 чорний пішак · g5 білий пішак · a3 білий пішак · b2 чорний пішак · e2 білий король | e8 біла тура · b7 чорна тура · f7 чорний пішак · g7 чорний король · f6 білий кінь · g6 чорний пішак · g5 білий пішак · a3 білий пішак · b2 чорний пішак · e2 білий король | e8 біла тура · b7 чорна тура · f7 чорний пішак · g7 чорний король · f6 білий кінь · g6 чорний пішак · g5 білий пішак · a3 білий пішак · b2 чорний пішак · e2 білий король | e8 біла тура · b7 чорна тура · f7 чорний пішак · g7 чорний король · f6 білий кінь · g6 чорний пішак · g5 білий пішак · a3 білий пішак · b2 чорний пішак · e2 білий король | e8 біла тура · b7 чорна тура · f7 чорний пішак · g7 чорний король · f6 білий кінь · g6 чорний пішак · g5 білий пішак · a3 білий пішак · b2 чорний пішак · e2 білий король | e8 біла тура · b7 чорна тура · f7 чорний пішак · g7 чорний король · f6 білий кінь · g6 чорний пішак · g5 білий пішак · a3 білий пішак · b2 чорний пішак · e2 білий король | 3 |
| 2 | e8 біла тура · b7 чорна тура · f7 чорний пішак · g7 чорний король · f6 білий кінь · g6 чорний пішак · g5 білий пішак · a3 білий пішак · b2 чорний пішак · e2 білий король | e8 біла тура · b7 чорна тура · f7 чорний пішак · g7 чорний король · f6 білий кінь · g6 чорний пішак · g5 білий пішак · a3 білий пішак · b2 чорний пішак · e2 білий король | e8 біла тура · b7 чорна тура · f7 чорний пішак · g7 чорний король · f6 білий кінь · g6 чорний пішак · g5 білий пішак · a3 білий пішак · b2 чорний пішак · e2 білий король | e8 біла тура · b7 чорна тура · f7 чорний пішак · g7 чорний король · f6 білий кінь · g6 чорний пішак · g5 білий пішак · a3 білий пішак · b2 чорний пішак · e2 білий король | e8 біла тура · b7 чорна тура · f7 чорний пішак · g7 чорний король · f6 білий кінь · g6 чорний пішак · g5 білий пішак · a3 білий пішак · b2 чорний пішак · e2 білий король | e8 біла тура · b7 чорна тура · f7 чорний пішак · g7 чорний король · f6 білий кінь · g6 чорний пішак · g5 білий пішак · a3 білий пішак · b2 чорний пішак · e2 білий король | e8 біла тура · b7 чорна тура · f7 чорний пішак · g7 чорний король · f6 білий кінь · g6 чорний пішак · g5 білий пішак · a3 білий пішак · b2 чорний пішак · e2 білий король | e8 біла тура · b7 чорна тура · f7 чорний пішак · g7 чорний король · f6 білий кінь · g6 чорний пішак · g5 білий пішак · a3 білий пішак · b2 чорний пішак · e2 білий король | 2 |
| 1 | e8 біла тура · b7 чорна тура · f7 чорний пішак · g7 чорний король · f6 білий кінь · g6 чорний пішак · g5 білий пішак · a3 білий пішак · b2 чорний пішак · e2 білий король | e8 біла тура · b7 чорна тура · f7 чорний пішак · g7 чорний король · f6 білий кінь · g6 чорний пішак · g5 білий пішак · a3 білий пішак · b2 чорний пішак · e2 білий король | e8 біла тура · b7 чорна тура · f7 чорний пішак · g7 чорний король · f6 білий кінь · g6 чорний пішак · g5 білий пішак · a3 білий пішак · b2 чорний пішак · e2 білий король | e8 біла тура · b7 чорна тура · f7 чорний пішак · g7 чорний король · f6 білий кінь · g6 чорний пішак · g5 білий пішак · a3 білий пішак · b2 чорний пішак · e2 білий король | e8 біла тура · b7 чорна тура · f7 чорний пішак · g7 чорний король · f6 білий кінь · g6 чорний пішак · g5 білий пішак · a3 білий пішак · b2 чорний пішак · e2 білий король | e8 біла тура · b7 чорна тура · f7 чорний пішак · g7 чорний король · f6 білий кінь · g6 чорний пішак · g5 білий пішак · a3 білий пішак · b2 чорний пішак · e2 білий король | e8 біла тура · b7 чорна тура · f7 чорний пішак · g7 чорний король · f6 білий кінь · g6 чорний пішак · g5 білий пішак · a3 білий пішак · b2 чорний пішак · e2 білий король | e8 біла тура · b7 чорна тура · f7 чорний пішак · g7 чорний король · f6 білий кінь · g6 чорний пішак · g5 білий пішак · a3 білий пішак · b2 чорний пішак · e2 білий король | 1 |
|   | a | b | c | d | e | f | g | h |   |

В цій партії можна навести один із варіантів «шаленої тури»
1.  Tb7 – e7+!
2. Kpe2 – d2!  Te7 – d7+!
3. Kpd2 – c2   Td7 – c7+
4. Kpc2 – b1  Tc7 – c1+
5. Kpb1 : b2   Tc1 – c2+!
6. Kpb2 - b3   Tc2 – c3+!
І так нескінченно – спасає чорних «шалена тура»
Шалена фігура — тема в етюді. Фігура  слабшої сторони, (ферзь або тура) яка  безперервно переслідує короля противника, жертвуючи собою для створення, у випадку прийняття  жертви, пату. Різновидність теми вічного нападу.